# Speak of the Devil
Speak of the Devil är ett livealbum med Ozzy Osbourne från 1982. Det innehåller enbart låtar av Black Sabbath.

## Låtlista
1. "Symptom of the Universe" - 5:40
2. "Snowblind" - 4:56
3. "Black Sabbath" - 6:04
4. "Fairies Wear Boots" - 6:32
5. "War Pigs" - 8:35
6. "The Wizard" - 4:42
7. "N.I.B." - 5:35
8. "Sweet Leaf" - 5:54
9. "Never Say Die" - 4:18
10. "Sabbath, Bloody Sabbath" - 5:33
11. "Iron Man/Children of the Grave" - 9:12
12. "Paranoid" - 3:09

## Medverkande
- Ozzy Osbourne - sång
- Brad Gillis - gitarr
- Tommy Aldridge - trummor
- Rudy Sarzo - bas